# Elezioni generali nel Regno Unito del 1818
Le elezioni generali nel Regno Unito del 1818 furono le quinte a svolgersi dopo l'unione di Gran Bretagna e Irlanda per l'elezione del sesto parlamento, e videro i Whigs conquistare alcuni seggi in più, ma i Tory di Robert Banks Jenkinson mantenne la maggioranza di circa 90 seggi. I Whigs erano divisi sulla risposta ai crescenti tumulti sociali, e l'introduzione delle Corn Laws. I risultati furono pubblicati il 4 agosto 1818.
Il quinto parlamento del Regno Unito fu sciolto il 10 giugno 1818; il nuovo parlamento fu convocato il 4 agosto 1818, per un massimo di 7 anni. Il termine massimo poteva, e normalmente accadeva, essere ridotto dal monarca con lo scioglimento della Camera prima della sua scadenza ufficiale. Il sesto parlamento durò solamente un anno e mezzo, e la morte di Giorgio III il 29 gennaio 1820 portò allo scioglimento del Parlamento.

## Situazione politica
Il leader dei Tory era Robert Jenkinson, conte di Liverpool, che era Primo ministro sin dall'assassinio di Spencer Perceval, suo predecessore, nel 1812. Il Leader della Camera dei comuni Tory era Robert Stewart, II marchese di Londonderry.
I Whigs da lungo tempo avevano leadership deboli, in particolare alla Camera dei comuni.
Al momento delle elezioni generali Charles Grey, II conte Grey, era la figura di spicco tra i pari Whig; l'ultimo primo ministro Whig, William Grenville, si era ritirato dalla politica attiva nel 1817; se i Whigs avessero vinto le elezioni, Charles Grey sarebbe stato invitato a formare un governo, anche se in quest'epoca era il sovrano anziché il partito di governo a scegliere a chi affidare l'incarico.
Il Leader dell'opposizione alla Camera dei comuni, fino alla sua morte nel 1817, fu George Ponsonby, lo zio di Lady Grey; circa un anno dopo la morte di Ponsonby, George Tierney, pur riluttante, divenne il Leader dell'opposizione alla Camera. Dopo il 1819 non svolse più tale funzione, ma ne mantenne il titolo.

## Collegi
Legenda: BC: collegio di borough/burgh, CC: collegio di contea, UC: collegio universitario, Totale C: Collegi totali, BMP: deputati di borough/burgh, CMP: deputati di contea, UMP: deputati di collegi universitari.
| Nazione     | BC  | CC  | UC | Totale C | BMP | CMP | UMP | Totale deputati |
| ----------- | --- | --- | -- | -------- | --- | --- | --- | --------------- |
| Inghilterra | 202 | 39  | 2  | 243      | 404 | 78  | 4   | 486             |
| Galles      | 13  | 13  | 0  | 26       | 13  | 14  | 0   | 27              |
| Scozia      | 15  | 30  | 0  | 45       | 15  | 30  | 0   | 45              |
| Irlanda     | 33  | 32  | 1  | 66       | 35  | 64  | 1   | 100             |
| Totale      | 263 | 114 | 3  | 380      | 467 | 176 | 5   | 658             |

## Riferimenti
- His Majesty's Opposition 1714–1830, di Archibald S. Foord (Oxford University Press 1964)
- (Dates of Elections) Footnote to Table 5.02 British Electoral Facts 1832–1999, compiled and edited by Colin Rallings and Michael Thrasher (Ashgate Publishing Ltd 2000).
- (Types of constituencies – Great Britain) British Historical Facts 1760–1830, by Chris Cook and John Stevenson (The Macmillan Press 1980).
- (Types of constituencies – Ireland) Parliamentary Election Results in Ireland 1801–1922, edited by B.M. Walker (Royal Irish Academy 1978).